# Peter Thomas Taylor
Peter Thomas Taylor (Nottingham, 2 luglio 1928 – Maiorca, 4 ottobre 1990) è stato un allenatore di calcio e calciatore inglese, di ruolo portiere.
Il suo nome è strettamente legato a quello di Brian Clough, di cui è stato assistente in vari club durante gli anni sessanta, settanta e ottanta (Hartlepool, Derby County, Brighton e Nottingham Forest).

## Carriera

### Giocatore
Ha giocato per venti anni nel calcio professionistico, partendo dalle riserve del Nottingham Forest prima di diventare celebre al Coventry City dal 1950 al 1955. In seguito passò sei anni come portiere titolare del Middlesbrough, disputando 140 partite in campionato. Terminò la sua carriera al Port Vale nella stagione 1961-62.

### Allenatore
Il suo primo incarico di manager fu nel Burton Albion dal 1962 al 1965. In seguito passò nove anni come vice di Brian Clough nei club Hartlepool United, Derby County e Brighton & Hove Albion. Dal 1974 al 1976 fu il manager del Brighton, scegliendo di non riunirsi con Clough, che era andato ad allenare il Leeds United, la squadra più forte d'Inghilterra di allora; dal 1976 tornò ad essere vice di Clough nel Nottingham Forest, col quale vinse tra i vari trofei, anche due Coppe dei Campioni consecutive (1978-1979, 1979-1980). Il duo condivise una partnership ricca di successi fino all'abbandono di Taylor, avvenuto nel maggio 1982; molti grandi successi di Clough sono dovuti anche a Taylor e al suo fiuto nell'ingaggiare giocatori in ritiro o sconosciuti. Alla fine del 1982 ottenne il posto di manager al Derby County, dove rimase fino al suo ritiro nel 1984.

## Palmarès

### Come allenatore
- Southern League Cup: 1

Burton Albion: 1964

### Come vice di Brian Clough
- Campionato inglese: 2

Derby County: 1971-1972
Nottingham Forest: 1977-1978
- Charity Shield: 1

Nottingham Forest: 1978
- Coppa di Lega inglese: 2

Nottingham Forest: 1977-1978, 1978-1979
- Coppa dei Campioni: 2

Nottingham Forest: 1978-1979, 1979-1980
- Supercoppa UEFA: 1

Nottingham Forest: 1979